# Dénes András (sportújságíró)
Dénes András (Budapest, 1963. február 8. – 2023. november 22.) magyar sportújságíró, sportvezető. 

## Családja
Ikertestvére, Dénes Tamás (1963–) sportújságíró, sporttörténész. Lánya Dénes Dorottya (1992–) válogatott labdarúgó.

## Életpályája
1981-ben a budapesti Szinyei Merse Pál Gimnáziumban érettségizett. 1987-ben az ELTE ELTE Állam- és Jogtudományi Karán szerzett diplomát. A Videoton férfi labdarúgó-csapatának sajtófőnökeként, majd a Magyar Labdarúgó-szövetségnél a női szakág vezetőjeként dolgozott. Jelentős művei közé tartozik a magyar női labdarúgás történetét feldolgozó A bajnokság és A válogatott könyvek.

## Művei
- Dénes András–Dénes Tamás: Man United; Aréna 2000, Budapest, 1999 (Stadion könyvtár)
- Javaslat a magyar labdarúgás újjáépítésére. Vitairat; szerk. Dénes András, Dénes Ferenc; ISM, Budapest, 1999 (ISMertető. Ifjúsági és Sportminisztérium)
- Baj-nok-csapat! – Az év aranyérmesei a magyar női labdarúgásban; Budapest, 2018
- FC Hatvan évkönyv 2019; szerk. Dénes András, fotó Nagy-Dobos Eszter; FC Hatvan Egyesület, Hatvan, 2019 (FC Hatvan évkönyv)
- Magyar női futball – A bajnokságok; Budapest, 2019
- Magyar női futball – A válogatott; Budapest, 2021
- 95 éves a BLSZ, 1926–2021; szöveg Dénes András, Lovász Tamás István, Varga Ferenc; MLSZ Budapesti Igazgatóság, Bp., 2021
- A magyar futball hőskora; szerk. Dénes András; Magyar Labdarúgó Szövetség, Budapest, 2023